# Jacques Livchine
Jacques Livchine (pseudonyme de Jacques Rappoport) est né le 23 janvier 1943 au Chambon-sur-Lignon (Haute-Loire). Il est un pionnier du théâtre de rue en France et le co-directeur avec Hervée de Lafond du Théâtre de l'Unité.

## Biographie
Le père de Jacques Livchine est un juif ukrainien, né à Odessa, apatride accueilli en France au début des années 1920, arrêté à Paris en décembre 1941 par la police de Vichy, il parvient à s'évader de Drancy d’où partaient les convois de la mort. Sa mère est née à Moscou. Ses parents se rencontrent à Paris où ils sont arrivés séparément en 1923. Réfugiés au Chambon-sur-Lignon, le village des Justes, ils donnent naissance à leur fils Jacques en 1943. Après ses études au Lycée Claude-Bernard, à Paris, au Lycée Hoche à Versailles, au lycée de Sèvres, puis au Lycée français de Londres, Jacques Livchine obtient une licence de lettres à la Sorbonne avec un certificat d'études théâtrales.
Il fonde le Théâtre de l'Unité en 1968 à Issy-les-Moulineaux, qui devient une compagnie professionnelle en 1972 avec L'Avare and co d'après Molière. Il forme un trio de création avec Hervée de Lafond et Claude Acquart, avec qui il dirige le théâtre. Son premier succès de théâtre de rue arrive en 1977 avec la pièce La 2CV Théâtre, jouée 400 fois, en France, dans toute l'Europe, en Corée, au Texas. En suivra une quarantaine de mises en scène dont Dom Juan, Le Bourgeois gentilhomme, La Femme chapiteau, Mozart au chocolat, La Guillotine, 2500 à l'heure,. Il est le principal instigateur de la création de la Ligue d'improvisation française en 1981.
En 1991, Jacques Livchine est nommé directeur, avec Hervée de Lafond, de la scène nationale de Montbéliard en Franche-Comté, théâtre rebaptisé Centre d'Art et de Plaisanterie, avec lequel il organisera le Réveillon des boulons, un gigantesque spectacle de rue à Montbéliard qui se déroule la nuit du nouvel an avec d'énormes machines, fanfare, feu d'artifice et démons.
Après quelques années, il déclare : « Je rêve de retrouver ma liberté, de cesser de courir après les primes de mépris que sont certaines subventions. La reconnaissance, c'est bien, mais elle signifie peut-être que l'avant-garde est morte ». Il déménage avec le Théâtre de l'Unité à Audincourt dans le Doubs. La devise de la compagnie est :

« Le Théâtre de l'Unité c'est toujours autre chose ! »

.
Jacques Livchine est marié et a deux enfants, nés en 1968 et 1969Historique du théâtre de l’Unité.

## Polémique
En 2016, Jacques Livchine a pris part au débat sur les réfugiés dans une lettre ouverte en réponse à une pétition lancée par Laurent Wauquiez contre l'accueil d'une part des réfugiés de la jungle de Calais dans sa région d'Auvergne-Rhône-Alpes. Partagé plus de 1700 fois sur Facebook et largement commenté, le texte rappelle au président de région l'histoire du village de Chambon sur Lignon.

## Mises en scène
- 1968 : Le Chant du Fantoche lusitanien
- 1969 : L'Amérique est blanche
- 1970 : Enquête pour un fait divers
- 1971 : Candidat
- 1972 : L'Avare and co
- 1973 : Le Revizor
- 1974 : Vert d'eau
- 1975 : Phénoménal Football
- 1977 : Dernier Bal
- 1977 : La 2CV théâtre
- 1978 : Cyrano Promenade
- 1978 : Me prenez vous pour une éponge Monseigneur
- 1979 : La Périchole
- 1980 : La Femme chapiteau
- 1980 : Le Paquebot d'émail bleue
- 1980 : Le Boulevard de la rue
- 1981 : Le Mariage
- 1981 : Le Bourgeois gentilhomme
- 1982 : Le Théâtre pour chiens
- 1982 : Le Plus Bel Âge de la vie
- 1983 : Blue lagoon
- 1984 : César Cascabel, tiré de Jules Verne
- 1985 : Les Grooms
- 1985 : La Vitrine
- 1985 : L'Arche de Noé
- 1986 : Quasimodo
- 1987 : Ali Baba
- 1987 : Mozart au chocolat
- 1987 : La Guillotine
- 1989 : Histoire du soldat
- 1989 : La Bastille volante
- 1991 : L'Avion
- 1993 : Dom Juan
- 1995 : Terezin
- 1997 : 2500 à l'heure
- 1998 : La Flûte en chantier (grooms)
- 1999 : La Tour de Babel
- 2000 : Les Petits Métiers
- 2000 : Un Brecht pour Muguette
- 2000 : Les Forgerons
- 2001 : Les Chambres d'amour
- 2002 : La Tétralogie de quat' sous (grooms)
- 2002 : L'Amistad
- 2002 : La Horde Blanche. Neuchâtel. Expo 02
- 2002 : Terezin (nouvelle version frontale)
- 2003 : Le Branle
- 2003 : Kapouchnik
- 2003 : Les Lapidaires
- 2003 : L'École des pères Noëls
- 2004 : La caravane passe en A (Théâtre de route et de villages)
- 2004 : Le Sentier des contrebandiers
- 2004 : La rue du bout des digues, rue extraordinaire
- 2004 : Promenade avec Luther d'Yves Ravey
- 2004 : La Petite Fille sans nom (pièce pour enfants)
- 2006 : Oncle Vania à la campagne
- 2007 : Princesse Limousine
- 2008 : Gourmandisiaque
- 2009 à 2011 : Les 80 ans de ma mère. Mise en scène de l'espace social sur le pays de Montbéliard
- 2011 : Le Repas utopique (avec la Franc-comtoise-de-rue)
- 2011 : Musication générale (événementiel pour la fête de la musique à Audincourt)
- 2012 : Macbeth de Shakespeare (en forêt)
- 2012 : Pina (avec la BIT Chilienne)
- 2015 : L'immeuble transparent et l'assemblée (Amiens)
- 2015 : Le parlement de rue
- 2017 : La Nuit Unique[4]

## Publications
- Griffonneries, Les Solitaires Intempestifs, coll. « Du désavantage du vent », 1er avril 2002 (ISBN 978-2-84681-014-2, présentation en ligne)
- Conseils du Théâtre de l'Unité à ne pas suivre : lettre à Charlotte, L'Harmattan, 15 novembre 2017 (ISBN 978-2-343-13130-6, présentation en ligne)

## Prix et distinctions
- Palmes académiques[15]
- Grand prix du festival européen de la rue 1980
- Prix de l'Humour noir 1995
- Prix de l'hygiène mentale 1982
- Prix Sacd 2011 (arts de la rue)[16],[17]
- Prix du meilleur spectacle décerné par les étudiants de Paris pour Dom Juan au TEP en 1993[3]

### Filmographie
- Au théâtre qui rue, d'Olivier Stephan, « retour sur les 40 ans de carrière de Jacques Livchine et Hervée de Lafond ». « Présentation sur le Portail du film documentaire », sur film-documentaire.fr (consulté le 3 février 2021).
[vidéo] « Extrait du film », sur YouTube.
- Livchine, l'homme sans chapiteau, documentaire de Martine Deyres. 52 min. [vidéo] « Présentation », sur YouTube, 9 octobre 2010 (consulté le 3 février 2021).